# Emmanuel Sanders
Pour les articles homonymes, voir Sanders.
(en) Statistiques sur pro-football-reference
Emmanuel Sanders, né le 17 mars 1987 à Bellville, est un joueur américain de football américain.
Depuis 2021, ce wide receiver joue pour les Bills de Buffalo en National Football League (NFL). Il a auparavant joué pour les Steelers de Pittsburgh (2010–2013), les Broncos de Denver (2014-2019), les 49ers de San Francisco (2019) et les Saints de La Nouvelle-Orléans (2020).